# Lussault-sur-Loire
Lussault-sur-Loire település Franciaországban, Indre-et-Loire megyében. Lakosainak száma 890 fő (2022. január 1.). Lussault-sur-Loire Amboise, Montlouis-sur-Loire, Nazelles-Négron, Noizay és Saint-Martin-le-Beau községekkel határos.

## Népesség
A település népességének változása:
| Lakosok száma | 386  | 575  | 665  | 703  | 726  | 750  | 789  | 842  | 859  | 890  |
|               | 1968 | 1982 | 1990 | 2006 | 2013 | 2015 | 2017 | 2019 | 2020 | 2022 |